# Snafu (gruppo musicale)
Gli Snafu sono stati una band blues rock britannica, formatasi nel 1972.

## Storia
Gli Snafu si formarono nel 1972 per iniziativa dell'ex batterista dei Procol Harum e dei Freedom, qui nelle vesti di cantante. Sono principalmente conosciuti per aver avuto nelle loro file musicisti conosciuti in altre band successive, come il chitarrista degli Whitesnake Micky Moody.
La loro storia fu molto breve, infatti, dopo soli tre album in studio, la band si sciolse, ma i suoi componenti diedero vita ad altri importanti gruppi musicali.

## Discografia
- Snafu, 1973
- Situation Normal, 1974
- All Funked Up, 1975

## Formazione

### Ultima
- Bobby Harrison - voce
- Micky Moody - chitarra
- Tim Hinkley - tastiera
- Colin Gibson - basso
- Terry Popple - batteria